# Akhmeta
Akhmeta est une ville de Géorgie de plus de 7 105 habitants.